# Eelde

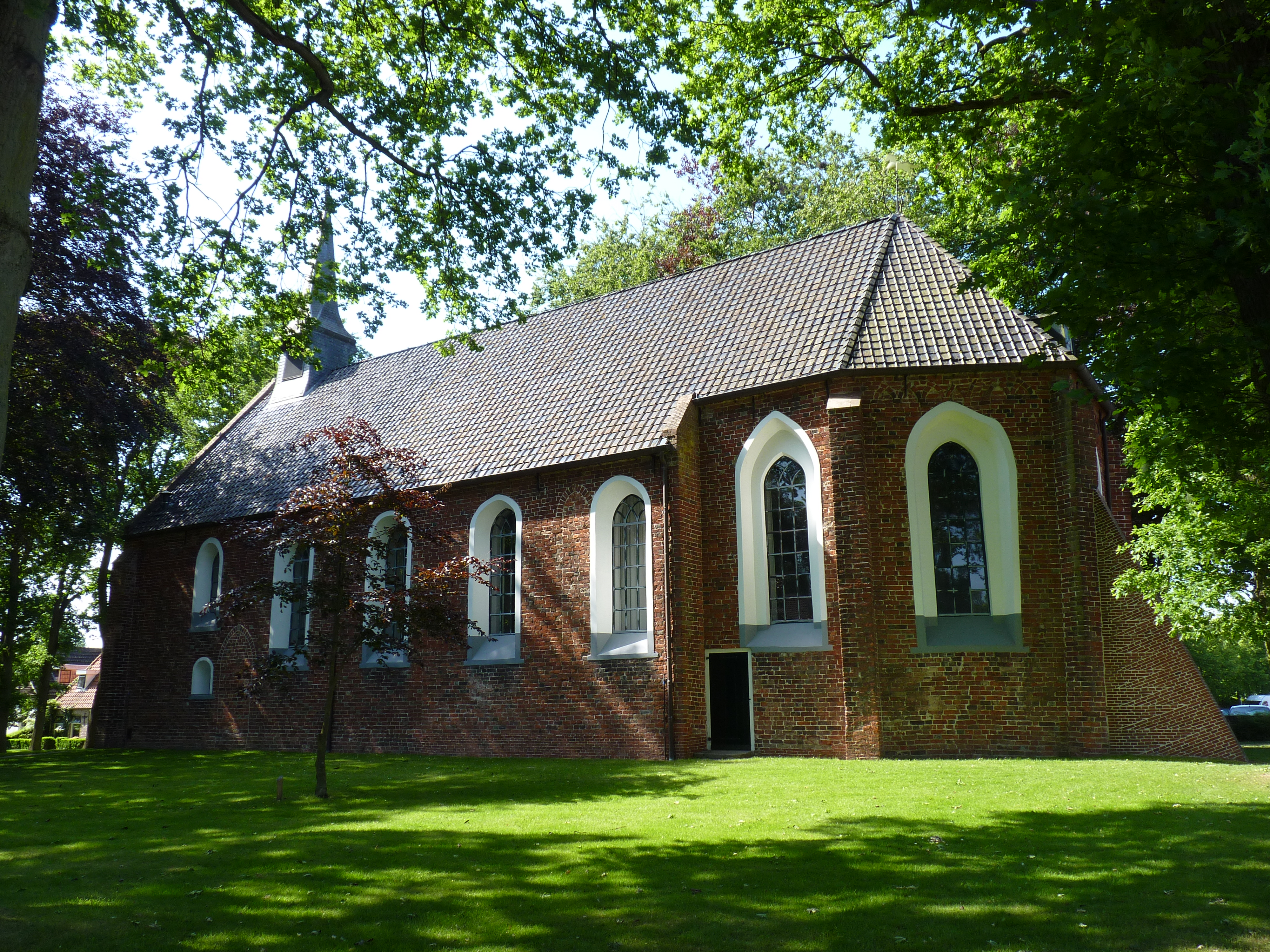
Kirche in Eelde

Eelde (deutsch Elde) ist ein Dorf in den Niederlanden in der Provinz Drenthe und ein Teil der Gemeinde Tynaarlo. Es liegt etwa zehn Kilometer südlich der Stadt Groningen.
Der Flughafen Groningen Eelde liegt auf dem Gebiet der Ortschaft südlich des Dorfes und beherbergt eine Fliegerschule sowie eine Wetterstation. Das sogenannte Paterswoldse Meer ist ein in der Nähe gelegener See mit vielerlei Wassersportmöglichkeiten.
Bis zur Auflösung der Gemeinde Eelde bestanden partnerschaftliche Beziehungen mit Wardenburg in Niedersachsen. Die Partnerschaft wird von der Gemeinde Tynaarlo weitergeführt, in der Eelde 1998 aufgegangen ist.

## Politik
Bis zur Auflösung der Gemeinde ergab sich seit 1982 folgende Sitzverteilung:
| Partei                 | Sitze | Sitze | Sitze | Sitze |
| Partei                 | 1982  | 1986  | 1990  | 1994  |
| ---------------------- | ----- | ----- | ----- | ----- |
| Gemeentebelangen Eelde | 2     | 2     | 3     | 4     |
| PvdA                   | 4     | 5     | 4     | 3     |
| D66                    | 1     | 2     | 3     | 3     |
| VVD                    | 4     | 4     | 3     | 3     |
| CDA                    | 2     | 2     | 2     | 2     |
| PEP                    | 0     | –     | –     | –     |
| Gesamt                 | 13    | 15    | 15    | 15    |

## Sehenswürdigkeiten

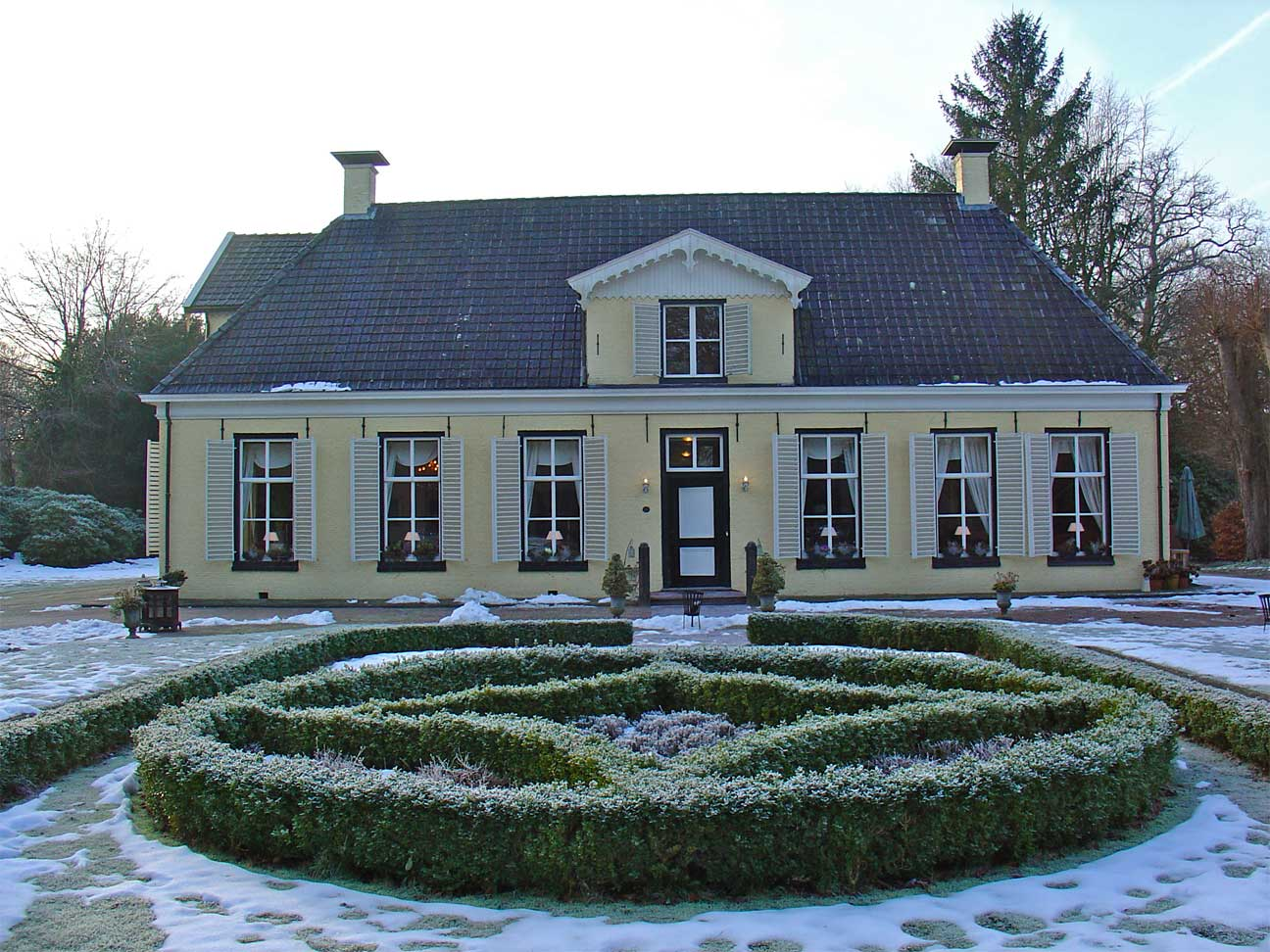
Gut Lemferdinge

- Eelde besitzt ein sehenswertes Holzschuhmuseum, das Internationale Holzschuhmuseum.
- Inmitten des Dorfes steht eine sehenswürdige alte Kirche.
- Östlich des Ortsteils Paterswolde befindet sich das auf das Jahr 1447 zurückgehende Gut Lemferdinge mit einem großen Park. Ab 1912 lebte dort der Theologe, christliche Sozialist und Pazifist Louis Adriën Bähler (1867–1941). Heute ist das Gut Lemferdinge im Besitz der Stiftung Het Drentse Landschap, der Landschaft der Provinz Drenthe.

## In Eelde geboren
- Menso Alting (1541–1612), bedeutender Prediger und Theologe der Reformationszeit
- Rogier Krohne (* 1986), Fußballspieler
- Willemijn Bos (* 1988), Hockeyspielerin
- Tibor Del Grosso (* 2003), Radrennfahrer